# Bis ich dich finde
Bis ich dich finde (2005, Originaltitel: Until I Find You) ist der elfte Roman des Schriftstellers John Irving. Er beschreibt die Lebensgeschichte des Jack Burns, der auf der Suche nach seinem Platz im Leben ist. Die Übersetzung stammt von Dirk van Gunsteren und Nikolaus Stingl.

## Handlung
Jack ist vier Jahre alt. Seine Mutter sieht in ihm einen Schauspieler, vor allem aber einen Jungen, der geistig deutlich weiter ist als andere in seinem Alter. Sie stehen kurz vor einer Reise nach Europa, um dort seinen Vater William zu suchen. Dieser, ein leidenschaftlicher Organist, hatte Alice verlassen, als sie schwanger wurde. Von Alice’ Vater hatte er kurz zuvor seine erste Tätowierung erhalten, eine Notenpassage eines seiner Lieblingskomponisten. Alice’ Vater schätzte William als Tintensüchtigen ein, jemanden, der sich immer wieder tätowieren lasse, bis seine ganze Haut voll ist. Da Alice wollte, dass William sein Kind kennenlernt – in der Hoffnung, er kehre zu ihr zurück – folgt sie seiner Spur, indem sie in Städte fährt, die eine Kirche mit einer bekannten Orgel besitzen und sie dort die Organisten und Tätowierer nach William ausfragt. Da sowohl ihr Vater einen guten Ruf in der Szene, wie auch Alice ein ausgeprägtes Talent zum Tätowieren hat, kann sie ihre Reisekasse immer wieder durch Mitarbeit bei Tätowierern aufbessern. Schließlich gelangt sie nach Halifax, Kanada, wo Jack auf die Welt kam. Von dort folgt sie William weiter nach Toronto, wo sie und ihr Sohn von Mrs. Wicksteed aufgenommen werden. Überall erfährt Alice von den Schwierigkeiten, die Williams Frauengeschichten ihm einbrachten und seine stetige Weiterreise veranlassten. Die Reise nach Europa soll nun der letzte Versuch sein, William zu finden, da Jack bald in die Schule kommt. Über Kopenhagen fahren die beiden weiter nach Oslo, Helsinki und Amsterdam. Doch überall scheinen sie zu spät zu kommen: William hat sich tätowieren lassen und kurz darauf die Stadt verlassen, nachdem seine Affären bekannt wurden. In Amsterdam lautet die letzte Auskunft, er sei auf dem Weg nach Australien. Alice und Jack fahren zurück nach Toronto, da William allem Anschein nach kein Interesse an seiner ehemaligen Freundin oder seinem Kind zeigt. Zurück in Toronto leben Alice und Jack bei Mrs. Wicksteed, die den „missbrauchten Geschöpfen“ ein dauerhaftes Heim bietet. Sie kommt für das Schulgeld auf und kleidet Jack ein. Alice eröffnet ein eigenes Tätowierstudio.
Jacks Grundschulzeit wird dominiert von Emma, einem zwölfjährigen, pubertierenden Mädchen, welche er an seinem ersten Schultag kennenlernt. Sie kennt ihn, wie auch viele Lehrer ihn kennen, da sein Vater an derselben Schule gearbeitet hatte, bevor er die Stadt verlassen musste. Über die Jahre hinweg entwickelt sich eine zunächst seltsam anmutende Beziehung. Jack, der von ihrem zarten Damenbart fasziniert ist, fühlt sich zu Emma hingezogen. Emma wiederum nutzt dies aus, ihn an sich zu binden. So kommt es, dass Jack Emma vor allem in sexuellen Dingen hörig wird. Dies zeigt sich darin, dass sie ihm zu seinem ersten erigiertem Glied verhilft und oft seinen Penis in verschiedenen Situationen hält. Später, Jack ist gerade zehn, macht sie ihn mit älteren Mädchen der höheren Klassen bekannt, die ihn erstmals dazu bringen, vor ihnen zu ejakulieren. Ein weiterer Grund für die Freundschaft zwischen Jack und Emma ist die Tatsache, dass beider Mütter zwischenzeitlich ein Paar geworden sind.
Sexuell gesehen fühlt Jack sich schon früh zu älteren Frauen hingezogen. Um ihn darauf vorzubereiten, nach seiner Grundschule auf eine reine Jungenschule zu gehen, beginnt Jack das Ringen zu erlernen. Im Training muss er, aus körperlichen Gründen, mit einer kleinen, älteren Frau ringen, die ihn alsbald sexuell missbraucht. Es ist Emma, die dafür sorgt, dass die Frau Jack in Ruhe lässt. Doch weder das Ringen noch ältere Frauen wird Jack los. In seiner neuen Schule wird er Mitglied des Ringerteams und hat alsbald Beziehungen mit verschiedenen Frauen, darunter die Ehefrau des Rektors und eine Tellerwäscherin der Schule. Seine Beziehungen zu Gleichaltrigen halten nicht lange. Was seinen Berufswunsch angeht, steht für Jack schon früh fest, dass er Schauspieler wird. Seit der Grundschule spielt er Theater. Zugute kommt ihm dabei, dass er früh eine Mädchenrolle spielen muss und fortan, vor allem an der Mädchenschule, vorwiegend Frauenrollen spielte. Auch nach der Schule und während seiner Collegezeit bewirbt er sich ständig um Frauen- und Männerrollen.
Nach dem College zieht Jack mit Emma nach Los Angeles. Emma ist inzwischen Drehbuchleserin geworden. Sie schreibt an ihrem ersten Roman, der autobiografische Züge zeigt («Die Schundleserin»). Als dieser herauskommt, wird er ein Erfolg. Eine Verfilmung des Romans verhindert Emma, da sie diese an unüberbrückbare Hürden knüpft. Jack erfährt, dass Emma unter Vaginismus leidet, weswegen sie keinen normalen Sex haben kann. Auch mit Jack hatte Emma nie Geschlechtsverkehr. Es dauert nicht lange und Jack erhält ein erstes Filmangebot, in welchem er einen Transvestiten spielt. Der Film ist kein kommerzieller Erfolg, doch Jack wird durch sein Schauspiel bekannt. Es folgen weitere Bücher und Filme: Emmas zweiter Roman wird verfilmt und Jack spielt die Hauptrolle darin, wofür er eine Oscar-Nominierung erhält. Nun ist Jack ein Star.
Emma stirbt überraschend an einer Herzkrankheit, dem Jervell- und Lange-Nielsen-Syndrom, das zu einer Arrhythmie geführt hat. Sie litt unter Übergewicht und Depressionen, weil sie nach eigenen Aussagen ihren dritten Roman nicht beenden konnte. In ihrem Testament bestimmte sie Jack als alleinigen Erben, inklusive aller Rechte an ihren literarischen Werken. Emma hatte aber an keinem weiteren Roman geschrieben, sondern ein Drehbuch zu ihrem ersten Roman begonnen. Sie hatte die Rechte an diesem Buch nie verkauft, weil sie ihre Forderungen sehr hoch ansetzte. Es stellt sich nun heraus, dass Emma weit vorausgedacht hat. Erst einige Zeit zuvor hatte sie Jack dazu gebracht, dass er in der Öffentlichkeit verbreitete, er schreibe an etwas. Nun hat sie seine Weichen als Drehbuchautor gesetzt und ihm ihr Drehbuch vermacht. Er schreibt das Buch zu Ende, der Film wird mit ihm in der Hauptrolle gedreht und erhält mehrere Oscar-Nominierungen, darunter für den besten Hauptdarsteller und das beste Drehbuch, den Jack auch gewinnt.
Jacks Mutter Alice stirbt an Brustkrebs. Sie hatte sich die letzten Jahre von Jack entfremdet. In letzter Zeit kam es Jack auch vor, als sei seine Mutter zeitweise eine andere. Der Grund dafür waren Metastasen im Gehirn, in einem Bereich, der das Gefühlsleben steuert. Nach und nach erfährt Jack, dass seine Mutter ihn sein ganzes Leben belogen hat. Er erhält Fotos von Leslie, der Freundin seiner Mutter und Emmas Mutter, die die Tätowierung seiner Mutter zeigt, ein gebrochenes Herz, Zeichen ihrer gebrochenen Liebe zu William. Alice hatte immer behauptet, keine Tätowierung zu besitzen. Zudem stellt sich heraus, dass sein Vater durchaus Kontakt zu ihm haben wollte, aber nicht zu Alice. Jack begibt sich erneut auf die Reise, die er als Kind unternahm. Er stellt fest, dass fast alles stimmt, woran er sich erinnert. Nur umgedreht: nicht seine Mutter folgte William, sondern er ihr. Sie wollte erreichen, dass er zu ihren Bedingungen Jack sehen könne, indem er zu ihr zurückkehre und sie liebe und achte. Da William aber auf diese Forderung nicht eingehen wollte, nahm sie Jack als Köder und zog weiter.
So kommt es, dass Jack von den ehemaligen Bekannten seiner Eltern erfährt, dass Alice das Leben Williams systematisch zerstörte, indem sie seine neuen Freundinnen vertrieb, teilweise gar in den Tod trieb. Sein Ansehen vernichtete sie, indem sie als Prostituierte arbeitete und so William bloßstellte, da sie auf ihre Situation, angeblich durch William verursacht, vornehmlich in den Kirchen, in welchen William tätig war, öffentlich machte. In Amsterdam, der letzten Station ihrer damaligen Reise, erfährt Jack, dass seine Eltern dort einen Handel abschlossen: William sorgte für die finanzielle Absicherung seines Sohnes und versprach, keinen Kontakt zu ihm aufzubauen. Im Gegenzug versprach Alice, ihren verwerflichen Lebenswandel aufzugeben und für eine solide Ausbildung und ein gefahrloses Aufwachsen Jacks zu sorgen.
Jack begibt sich in Therapie. Er möchte sein Leben in Ordnung bringen. Da erhält er einen Hinweis auf seine Halbschwester Heather. Sein Vater sei seit einiger Zeit in einem Sanatorium untergebracht. Er könne wegen einer Arthrose nicht mehr Orgel spielen, was ihn aus seinem Leben geworfen habe. Jack reist nach Schottland und lernt seine Schwester kennen. Er sieht einen Lichtblick für seine Situation und möchte mit ihr und dem Vater gemeinsam leben, um endlich seine Familie zu bekommen. Doch Heather will, dass Jack erst seinen Vater sieht und ihr offenen Herzens sagen kann, dass er ihn liebt. Also reist Jack zu dem bei Zürich gelegenen Sanatorium, um endlich seinen Vater kennenzulernen. Dieser zeigt sich ihm, wie er ist: Ein vom Leben gezeichneter Mensch, der alles über seinen Sohn aus dessen Filmen weiß, diese sogar zitieren kann, aber innerlich zerrissen ist ob der langen aufgezwungenen Trennung. Er kann nicht mehr Orgel spielen, was ihn bis dahin am Leben erhielt. So wurde er aggressiv und benahm sich sonderbar. Bestimmte Worte veranlassen ihn, sich, egal wo er sich befindet, auszuziehen und seine Tätowierungen zu präsentieren. Der Körper ist, bis auf den Kopf, den Hals, die Hände und Füße, über und über tätowiert.
Jack ruft seine Schwester an. Er gesteht ihr seine Liebe zu ihrem Vater und den Wunsch, ein Haus für beide Geschwister in Zürich zu kaufen, um in der Nähe des gemeinsamen Vaters zu sein, der nur im Sanatorium leben kann.

## Trivia
Irving hat den Oscar, welchen er 2000 für sein Drehbuch zu seinem Roman Gottes Werk und Teufels Beitrag gewann, im Buch seinen Protagonisten Jack gewinnen lassen. Im Roman wollte Emma erreichen, dass sie als Autorin mehr Mitsprache bei der Umsetzung eines künftigen Films erhalte, unter anderem an der Besetzung und am Drehbuch. Sie setzte ihre Forderungen an den Filmrechten so hoch an, weil sie wusste, dass kein Produzent sich darauf einlassen würde. Parallel hierzu hatte Irving das aus seiner Sicht große Fiasko bei der Verfilmung seines Werks Owen Meany erlebt. Da er keinen Einfluss auf diesen Film hatte, erwirkte er letztendlich eine Umbenennung des Projekts. Möglicherweise als ein Seitenhieb Irvings auf die Produzenten Hollywoods zu verstehen, erhält im Roman Jack Burns diese Rechte und verhilft Emma so zu einem posthumen Triumph. Vorbild für das Sanatorium im Buch ist das Sanatorium Kilchberg in Kilchberg bei Zürich, das John Irving im Rahmen seiner Recherchen besuchte. Im August 2003 traf er sich zu einem Gespräch mit den leitenden Ärzten der psychiatrischen Klinik.

## Rezension
- Geschafft! Almut Reifsteck zur Übersetzung. ReLÜ, Rezensionszeitschrift, 4, 2006

## Pressestimmen
- Ein Opus Maximum und der Versuch, die großen Fragen des Lebens zu beantworten (Dinitia Smith, The New York Times)
- A Son of Garp – ein neuer Garp (Robert J. Wiserma, The Globe and Mail, Toronto)